# 親密之海
《親密之海》（英語：Islanders）是一部2025年播出的臺灣電視劇，改編自作家胡晴舫的小說《群島》。本劇由呂吉元與蔡柏璋共同執導，主演包括吳慷仁、李銘順、瑞瑪席丹及子育，由影響原創與鑫囍創業共同製作。劇情聚焦於當代臺灣社會中的跨世代、跨性別親密關係與网络社区發展。
該劇於2025年7月18日起於CATCHPLAY+上線，7月20日晚間九點於CATCHPLAY電影台播映，全劇共7集。

## 演員
- 李銘順 飾 李憲宏[3][4]
- 吳慷仁 飾 陳漢榮[3]
- 瑞瑪席丹 飾 林莉蓮[5]
- 子育 飾 沈曉雯[6][7]
- 福地祐介 飾 鄒世傑
- 蔡亘晏 飾 洪麗芳
- 李至正 飾 派崔克
- 李劭婕 飾 蔡玉瓊
- 胡瑋杰 飾 鄭戰斧
- 黃湘婷 飾 周淑媚
- 趙逸嵐 飾 王艾菲
- 林家麒 飾 王道明
- 張家倫 飾 宗德
- 竺定誼 飾 冠顯

## 製作
《親密之海》改編自胡晴舫小說《群島》，該作品曾獲2020年臺北國際書展小說首獎，主題聚焦於網路社會與世代變遷。影視改編計畫於2022年CATCHPLAY舉辦之「CATCHPLAY023最新項目發表會」中正式對外公布。
本劇由吳宗祐擔任監製與編劇，劇本初稿由其撰寫後，再由劇場導演蔡柏璋擔任編劇統籌進行修訂。吳宗祐表示，《群島》作為小說文本，記錄了台灣2009年至2016年間社群媒體快速發展所帶來的社會轉變。在劇本撰寫階段，他原計劃由蔡柏璋主導改編，但因預算因素，先行撰寫劇本架構供後續開發使用。劇本完成後，吳宗祐透過友人介紹與影響原創總經理陳劭怡洽談合作，並依照建議向文化部申請劇本開發補助，最終獲得新台幣2,500萬元支持。該劇由吳宗祐與陳劭怡共同擔任監製，並由資訊工業策進會數位服務創新研究所提供社群資料協助進行田野調查，特別針對劇中涉及之太陽花運動等社會背景，分析不同世代觀點，以作為角色塑造依據。後在原定導演因故退出後，改由蔡柏璋與新加坡導演呂吉元共同執導。拍攝現場由呂負責技術執行與攝影調度，蔡則與演員溝通表演與情節意圖。兩人亦就拍攝策略持續協調調整。
劇情改編部分保留原著精神與主要角色設定，但因應實際製作與預算因素，進行適度調整。原構想中涉及歐洲場景，最終刪減為美國。監製陳劭怡指出，原著與影集在角色關係與結構安排上略有不同，但皆聚焦於2010年代臺灣社會與政治氛圍的轉變。由於人物眾多、場景複雜，製作上需緊縮預算配置。
本劇於2023年初開拍，7集總製作預算約為新臺幣6,000萬元。主要拍攝地點包括臺北市、花蓮縣、美國紐約市與阿拉斯加州马塔努斯卡冰川。原本規劃前往格陵蘭拍攝，後考量交通與預算因素，選擇地理位置相近的阿拉斯加作為替代。
2025年4月13日，《親密之海》於金馬奇幻影展舉行首映，演員瑞瑪席丹、于子育與蔡亘晏出席活動。同年6月10日，劇組釋出預告與前導海報，後入選纽约亚洲电影节。

## 串流發行
《親密之海》於2025年7月18日在CATCHPLAY+（臺灣、印尼、新加坡）及CATCHPLAY電影台61頻道首播，並同步於LINE TV、香港 Now TV(Now 華劇台)，以及串流平台Amazon Prime Video上架，於全球超過240個國家與地區播出。

## 播出時間
| 頻道            | 所在地 | 播出日期      | 播出時間             | 備註     |
| --------------- | ------ | ------------- | -------------------- | -------- |
| CATCHPLAY電影台 | 臺灣   | 2025年7月20日 | 每週日 21:00 - 23:00 | 連播兩集 |

## 分集標題
| 集數 | 日期          |
| 1    | 2025年7月18日 |
| 2    | 2025年7月18日 |
| 3    | 2025年7月25日 |
| 4    | 2025年7月25日 |
| 5    | 2025年8月1日  |
| 6    | 2025年8月1日  |
| 7    | 2025年8月8日  |

## 外部連結
- 親密之海的Facebook專頁
- CATCHPLAY+的Facebook專頁
- 互联网电影数据库（IMDb）上《親密之海》的资料（英文）